# 吴良 (东汉)
吴良（?—?），字大仪，齐国临淄县（今山东省淄博市临淄区）人，东汉经学传述人。
吴良学习大夏侯《尚书》，清白方正著称于乡里。起初为郡吏，过年时与掾史去太守贺年，门下掾王望举杯祝贺，吹嘘太守的功德。吴良在下坐生气的说：“王望是佞邪之人，说谄媚的假话，愿不要接受他的敬酒。”太守表情严肃放下酒杯。宴会结束，提升吴良为功曹；吴良以一言升官为耻，不肯接受委任。
当时，骠骑将军东平王刘苍听说他征辟为西曹。刘苍很喜欢吴良，上疏推荐吴良。汉明帝以吴良为议郎。
永平年间，皇帝在近处出游，当时信阳侯阴就的车子冲击了禁卫，车府令徐匡扣押了阴就的车子，把驾车的人送进监狱。诏书责备了徐匡，徐匡于是自己关进监狱。吴良说：“信阳侯阴就倚仗着自己是外戚，冲撞乘舆，没有人臣之礼，为大不敬。徐匡执法守正，反被下狱，臣恐怕陛下的教化由此松弛。”汉明帝虽赦免徐匡，但还是贬吴良为即丘县长。后转任司徒长史。每次议论大事，吴良引经据典，不媚时俗迎合皇帝的旨意，来求得一时的名声。后因事免职，拜为议郎，在官任上去世。

## 延伸阅读
[在维基数据编辑]
 《後漢書·卷27》，出自范晔《後漢書》